# Marine (prénom)
Pour les articles homonymes, voir Marine (homonymie) et Sainte Marine.
Marine est un prénom féminin français.

## Origine
Il est dérivé du latin Marina, féminin du latin Marinus , lui-même origine du prénom masculin Marin . Déjà utilisé au Moyen Âge, Marine est devenu plus fréquent à partir des années 1980-1990.
Le prénom Marine est fêté à différentes dates selon la sainte  à laquelle il se rapporte.

## Variantes
Marine a pour variantes Marina, Mari, Marinelle, Marinette, Marinne et Maryne.

## Autres personnalités portant ce prénom
- Marine est un mannequin, ancienne coco-girl
- Marine Boiron, comédienne française spécialisée dans le doublage
- Marine Debauve, gymnaste française
- Marine Delterme, actrice française
- Marine Le Pen (prénom d'usage), femme politique française, présidente du Rassemblement national (RN).
- Marine Lorphelin, miss France 2013.
- Marine Pervier, footballeuse française
- Marine Rambach, essayiste et éditrice française
- Marine Tondelier, femme politique française
- Marine Vacth, actrice et mannequin français
- Marine Delplace, chanteuse

## Personnages de fiction portant ce prénom
- Animation :
  - Personnage de la série d'animation Les Petites Sorcières.
- Bandes dessinées : 
  - Personnage du manga Fly.
  - Marine, personnage du manga Saint Seiya.